# Karl Richter (prawnik)
Karl Richter (ur. 21 listopada 1844 w Igławie, 17 lipca 1928 w Morawskiej Ostrawie) – niemiecki adwokat.
Ukończył gimnazjum w Opawie i studia prawnicze w Vidnavie. W 1869 został doktorem prawa. Po studiach praktykował w kancelarii Antona Heinze w Opawie. W 1873 otworzył własną kancelarię w Morawskiej Ostawie. W latach 1879–1918 wchodził w skład rady miejskiej. Założyciel Beskidenverein.